# El Pobo
El Pobo ist ein Ort und eine Gemeinde (municipio) mit 98 Einwohnern (Stand: 2024) im Zentrum der Provinz Teruel in der Autonomen Region Aragonien im östlichen Zentralspanien.

## Lage und Klima
El Pobo liegt im Süden des Iberischen Gebirges etwa 34 km (Fahrtstrecke) nordnordöstlich der Stadt Teruel in einer Höhe von ca. 1400 m. Das Klima ist gemäßigt bis warm; Regen (535 mm/Jahr) fällt übers Jahr verteilt.

## Bevölkerungsentwicklung
| Jahr      | 1970 | 1981 | 1991 | 2001 | 2011 | 2021 |
| Einwohner | 346  | 227  | 170  | 129  | 139  | 112  |

Die Mechanisierung der Landwirtschaft sowie die Aufgabe bäuerlicher Kleinbetriebe und der daraus resultierende Verlust an Arbeitsplätzen haben in der zweiten Hälfte des 20. Jahrhunderts zu einem deutlichen Bevölkerungsrückgang (Landflucht) geführt.

## Sehenswürdigkeiten

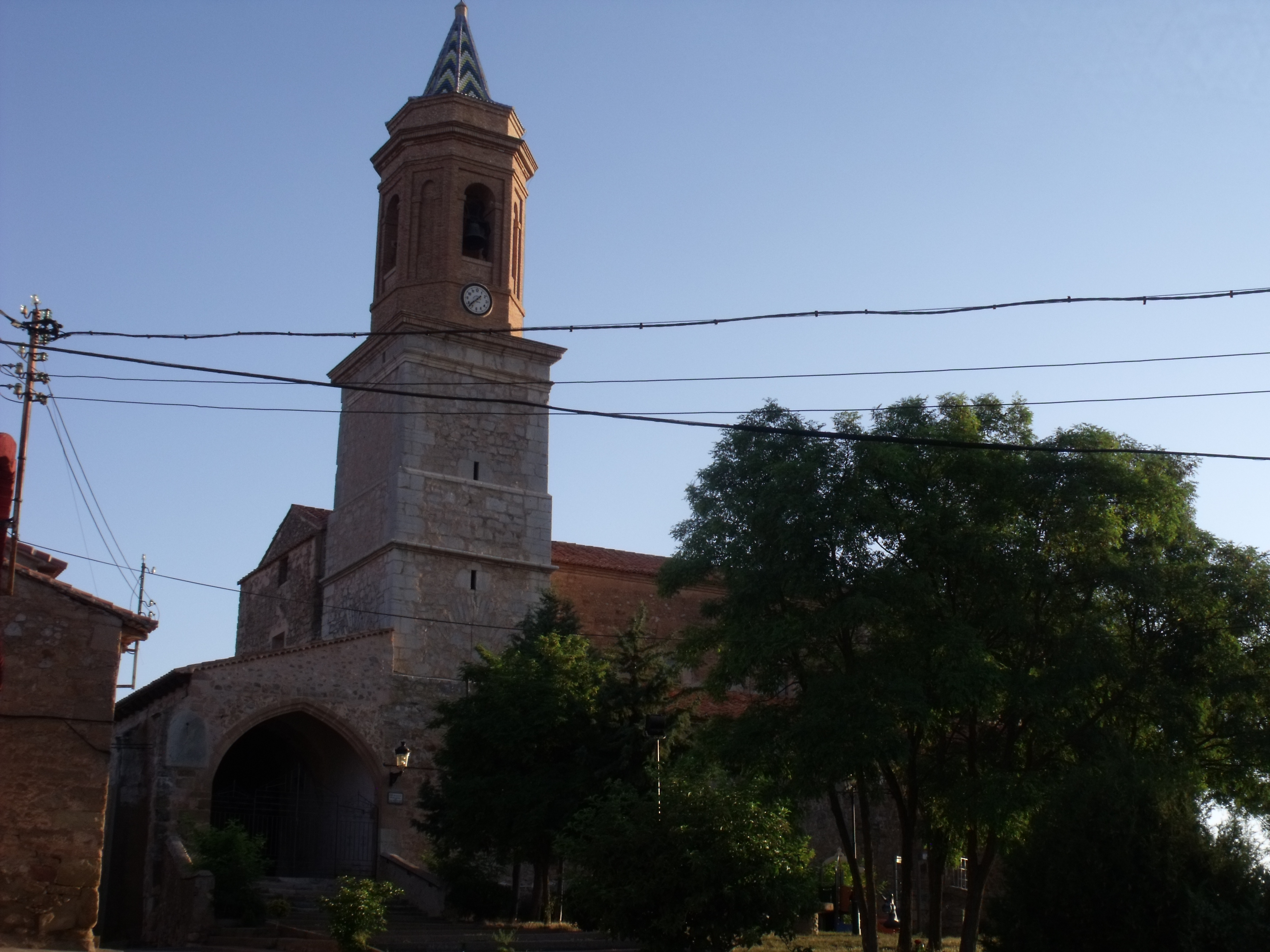
Bartholomäuskirche
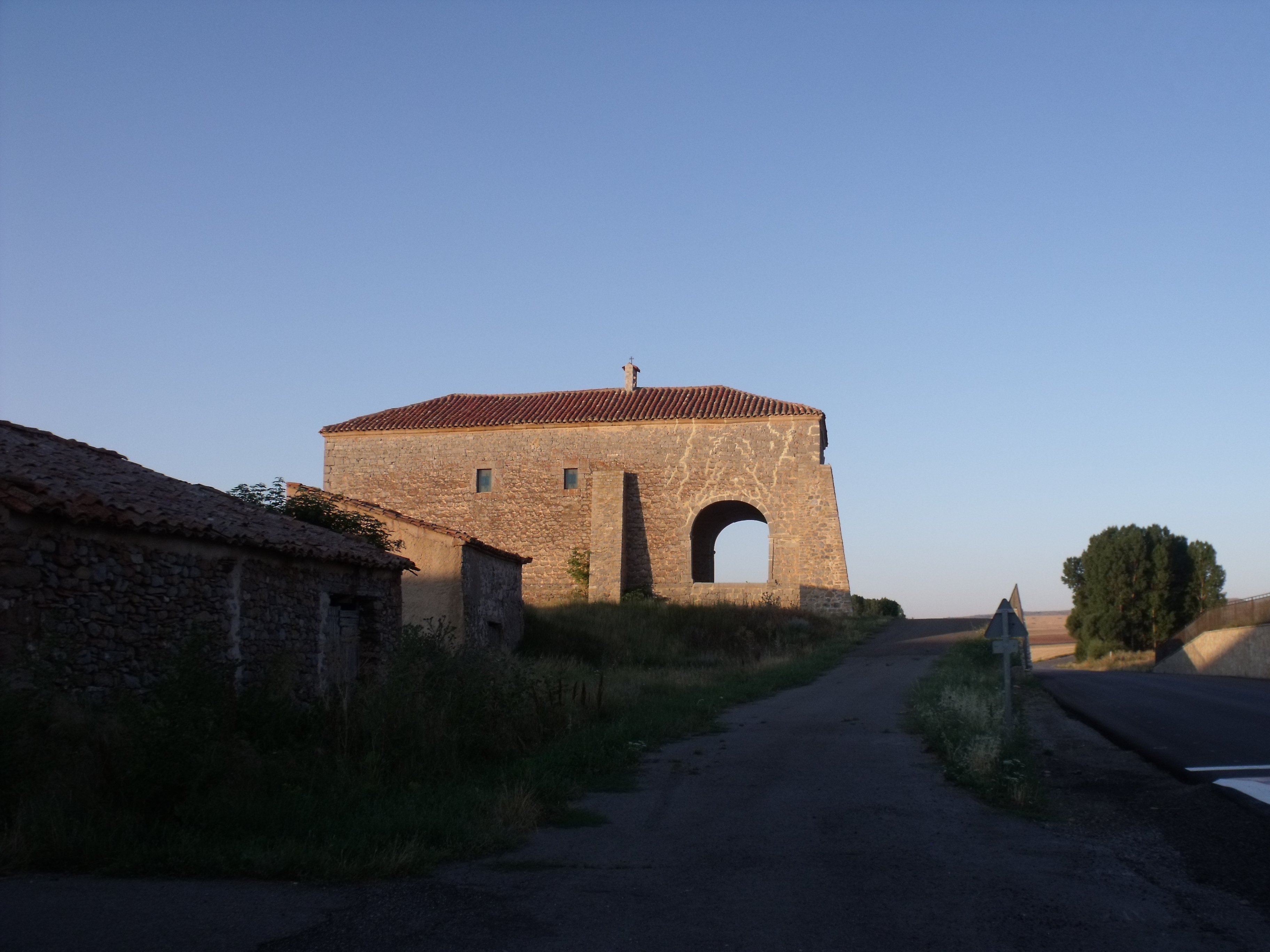
Marienkapelle
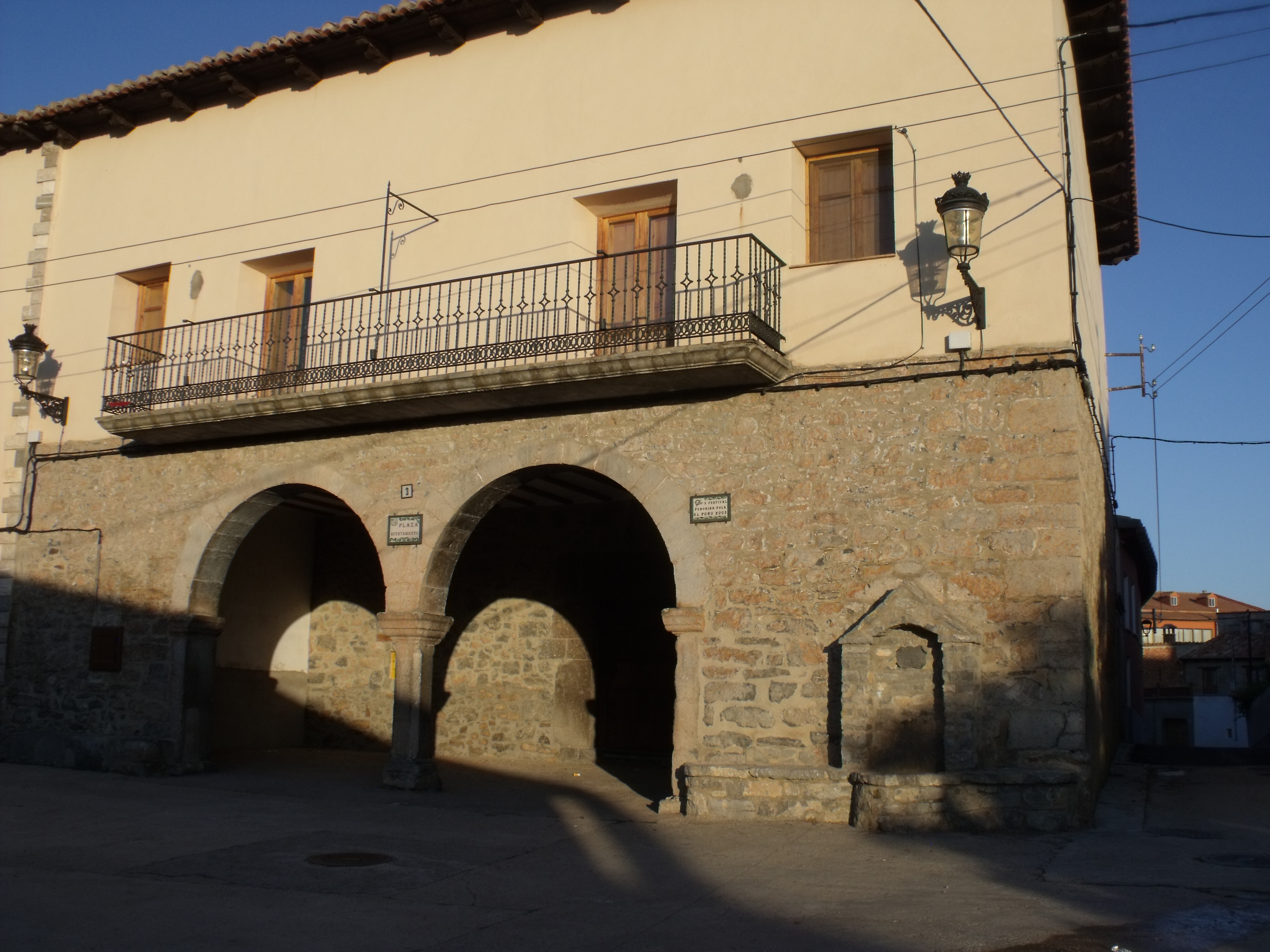
Rathaus

- Bartholomäuskirche
- Marienkapelle
- Rathaus